# Ixodes collocaliae
Ixodes collocaliae (лат.) — вид клещей из семейства Ixodidae. Новая Гвинея, Новая Британия, Филиппины. Паразитируют на стрижах-саланганах (Collocalia) в пещерах. Вид был впервые описан в 1937 году немецким зоологом Паулем Шульцем (Paul Schulze, 1887—1949).